# Аверьянова, Татьяна Михайловна
Татья́на Миха́йловна Аверья́нова (30 мая 1939 — 6 ноября 2008) — советский и российский учёный, кандидат биологических наук (1973); ботаник, эволюционист, специалист в области популяционной биологии и историк биологии. Центральной темой научных исследований являлось историческое развитие эволюционной теории. Основные научные труды посвящены изучению вклада работ в области прикладной ботаники в развитие теории эволюции. В 1967—1977 работала под началом одного из создателей школы советских эволюционистов Кирилла Михайловича Завадского. Её историко-критические очерки демонстрируют ценность научно-практических исследований для развития теоретических проблем биологии.

## Биография
В 1962 году окончила биолого-почвенный факультет Ленинградского государственного университета, где работала лаборантом до 1967 г. После этого работала младшим научным сотрудником в Ленинградском отделении Института истории естествознания и техники АН СССР под научным руководством К. М. Завадского. В 1973 году защитила кандидатскую диссертацию по теме: «К истории проблемы популяций у высших растений (По материалам отечественных исследований в области прикладной ботаники до 40-х годов XX века)» (специальность 07.00.10 — история науки и техники). В 1975 сектор истории и теории эволюционного учения ЛО ИИЕТ был переведён в Ботанический институт АН СССР, где Татьяна Аверьянова продолжила работу под руководством К. М. Завадского. Работа коллектива была направлена на историко-критический анализ современных проблем эволюционной теории и поиск теоретических путей их решения. Когда в 1977 году встал вопрос о переводе лаборатории Завадского из БИН или возможном расформировании лаборатории, Татьяна Аверьянова активно отстаивала необходимость сохранения лаборатории. Вместе с Я. М. Галлом она поехала в Москву искать поддержки в Президиуме АН СССР и Отделе науки ЦК КПСС. После ухода К. М. Завадского из жизни (1977) и перехода большинства сотрудников его лаборатории в Ленинградский отдел ИИЕТ АН СССР, осталась в БИН. В 1978 была назначена учёным секретарём, а позже заместителем директора БИН. С 1989 работала в Ленинградском научном центре АН СССР.

## Научная деятельность
В кандидатской диссертации Татьяны Аверьяновой рассмотрено зарождение и развитие отечественных работ в области прикладной ботаники по изучению строения и эволюции популяций. Определено, в какой мере эти работы были использованы при создании современного учения о популяциях и микроэволюции растений. Большая часть диссертационной работы посвящена анализу исследований местных популяций прикладными ботаниками школы Н. И. Вавилова. Результаты работы наглядно демонстрируют, что при разработке проблемы местных популяций и микроэволюции растений никто не обобщал и не использовал тот значительный и важный материал, которым уже располагала прикладная ботаника.
Монография Татьяны Аверьяновой на тему «Популяционные исследования в прикладной ботанике. Историко-критические очерки отечественных исследований в первой трети XX века» (1975) освещает практическое значение эволюционной теории в её историческом развитии. Исследование основано на обобщении значительного объёма материала, накопленного в селекционно-растениеводческой литературе XX в., и оценке такого материала с точки зрения его важности для развития теории эволюции. Центральной темой работы стала прикладная ботаника, понимаемая как: «… комплекс знаний, включающий селекционную работу в узком смысле этого слова, исследования мировых коллекций самих культурных растений, разностороннее изучение исходного материала для селекционных работ, которое включает в себя и исследование дикорастущих родичей, а также изучение сорно-полевых видов растений». В первой части монографии рассмотрены экспериментальные материалы по изучению состава, структуры и приспособленности местных сортов. Во второй части работы проведён анализ исследований процессов преобразования сельскохозяйственных сортов — популяций. В конце книги Татьяна Аверьянова приходит к заключению, что изучая местные сорта и накапливая данные об основных свойствах и структуре местного населения вида возделываемых в культуре растений, селекционеры и растениеводы во многом предвосхищали исследования, развёрнутые впоследствии популяционной биологией. Материалы, обобщённые и проанализированные в монографии, показывают ценность научно-практических исследований для развития теоретических проблем биологии и вместе с тем свидетельствуют о том, что при некоординированном развитии биологических наук некоторые данные и даже опережающие направления исследований впоследствии могут оказаться в значительной мере забытыми.
В научной статье, написанной Татьяной Аверьяновой в соавторстве с научным руководителем К. М. Завадским (1975), сжато обобщены результаты их многолетней работы. Сделан вывод о том, что закономерности эволюционного процесса в условиях доместикации и в ходе селекционной трансформации культурных популяций должны составить один из существенных и самостоятельных разделов синтетической теории эволюции.

## Основные научные труды
- Аверьянова Т. М. Популяционные исследования в прикладной ботанике: Историко-критические очерки отечественных исследований в первой трети XX века / Отв. ред. К. М. Завадский. Л.: Наука, 1975, 140 с.
- Завадский К. М., Аверьянова Т. М. Теория эволюции и научная селекция. Труды по прикл. ботанике, генетике и селекции, 1975, том 54, вып. 1, 35-48.
- Аверьянова Т. М., Колчинский Э. И. Об одном неудачном пособии по философским проблемам биологии. Обсуждение книги А. Е. Фурмана «Диалектическая концепция развития в современной биологии». Журн. общ. биол., 1975, том 36, № 6, стр. 957—961.
- Аверьянова Т. М. Системы скрещиваний и эволюция. В сб. «Организация и эволюция живого». Л., 1972, стр. 116—120.
- Аверьянова Т. М. К вопросу об арогенной популяции (на основе работ Е. Н. Синской). В сб. «Закономерности прогрессивной эволюции». Л. 1972, стр. 28-38.
- Аверьянова Т. М. Элементы популяционных идей в исследованиях отечественных селекционеров. В сб. «Наука и техника (вопросы истории и теории)». Л., 1972, вып. VII, часть 2, стр. 34-37.
- Аверьянова Т. М. Проблема изучения микроэволюции и селекция растений в СССР В сб. «Наука и техника (вопросы истории и теории)». Л., 1971, вып. VI. стр. 153 −156.
- Аверьянова Т. М., Горобец А. М. Структура популяции дикой и культурной свеклы. Разнообразие по форме корнеплода. «Вестник Ленинградского Университета». 1970. № 15, стр. 124—132.
- Аверьянова Т. М. Признаки арогенной популяции (на основе работ Е. Н. Синской). В сб. «Проблемы прогрессивного развития в живой природе и технике». Л. 1969, стр. 40-42.

## Представление результатов научной работы
- 28-30 октября 1969 г. Симпозиум «Проблемы прогрессивного развития живой природы и техники».
- 7-8 декабря 1972 г. Всесоюзная конференция «Организация и эволюция живого».
- 21-23 февраля 1973 г. VII годичная конференция ЛО СНОИФЕТ.
- Февраль 1973 г. Симпозиум «Первые шаги эволюционной теории в СССР».
- 10-12 декабря 1974 г. I Всесоюзный симпозиум «Проблемы эволюционной физиологии растений».